# حسین‌آباد (گلبهار)
حسین‌آباد (گلبهار)، روستایی از توابع بخش گلمکان شهرستان گلبهار در استان خراسان رضوی ایران است.

## جمعیت
این روستا در دهستان چشمه‌سبز قرار دارد و براساس سرشماری مرکز آمار ایران در سال ۱۳۸۵، جمعیت آن ۷۸ نفر (۱۸خانوار) بوده‌است.